# Дятловка (Крым)
Дя́тловка (до 1948 года Караба́й-Килиус; укр. Дятлівка , крымскотат. Eski Qarabay, Эски Къарабай) — село в Советском районе Республики Крым, входит в состав Ильичёвского сельского поселения (согласно административно-территориальному делению Украины — Ильичёвского сельского совета Автономной Республики Крым).

## Население
| 2001 | 2014 |
| ---- | ---- |
| 24   | ↘6   |

### Динамика численности
| - 1805 год — 166 чел. - 1902 год — 46 чел. - 1915 год — 8 чел. - 1926 год — 63 чел. | - 1989 год — 21 чел. - 2001 год — 24 чел. - 2009 год — 16 чел. - 2014 год — 6 чел. |

## Современное состояние
На 2017 год в Дятловке числится 2 улицы — Тихая и Трудовая; на 2009 год, по данным сельсовета, село занимало площадь 38,3 гектара на которой, в 9 дворах, проживало 16 человек.

## География
Дятловка — маленькое село на юго-востоке района, в степном Крыму на правом берегу реки Мокрый Индол, у границы с Кировским районом, высота центра села над уровнем моря — 69 м. Ближайшие сёла — Речное в 3 км на северо-запад и Возрождение Кировского района в 1 км на запад. Райцентр Советский — примерно в 25 километрах (по шоссе) на северо-запад, там же ближайшая железнодорожная станция — Краснофлотская (на линии Джанкой — Феодосия). Транспортное сообщение осуществляется по региональной автодороге 35Н-560 Восточное — Дятловка (по украинской классификации — С-0-11402).

## История
Судя по картам XIX века, село Карабай-Киллиус было основано на месте старинного татарского селения Карабай, впервые документально упоминающегося в Камеральном Описании Крыма… 1784 года, судя по которому, в последний период Крымского ханства
Карабай входил в Ширинский кадылык Кефинскаго каймаканства. После присоединения Крыма к России (8) 19 апреля 1783 года, (8) 19 февраля 1784 года, именным указом Екатерины II сенату, на территории бывшего Крымского Ханства была образована Таврическая область и деревня была приписана к Левкопольскому, а после ликвидации в 1787 году Левкопольского — к Феодосийскому уезду Таврической области. После Павловских реформ, с 1796 по 1802 год, входила в Акмечетский уезд Новороссийской губернии. По новому административному делению, после создания 8 (20) октября 1802 года Таврической губернии, Карабай был включён в состав Байрачской волости Феодосийского уезда.
По Ведомости о числе селении, названиях оных, в них дворов… состоящих в Феодосийском уезде от 14 октября 1805 года , в деревне Карабай числилось 24 двора, 163 крымских татарина и 3 цыгана. На военно-топографической карте генерал-майора Мухина 1817 года деревня Карабай обозначена с 26 дворами. После реформы волостного деления 1829 года Карабай, согласно «Ведомости о казённых волостях Таврической губернии 1829 года», отнесли к Учкуйской волости (переименованной из Байрачской). На карте 1836 года в деревне 17 дворов. Затем, видимо, вследствие эмиграции крымских татар в Турцию, деревня опустела и на карте 1842 года Карабай обозначен условным знаком «малая деревня», то есть, менее 5 дворов.
В 1860-х годах, после земской реформы Александра II, деревню приписали к Шейих-Монахской волости. Согласно «Памятной книжке Таврической губернии за 1867 год», деревня Карабай была покинута жителями в 1860—1864 годах, в результате эмиграции крымских татар, особенно массовой после Крымской войны 1853—1856 годов, в Турцию и заселена турецкоподданными греками и русскими из крестьян. (видимо, заселён был находившийся рядом Русский Карабай, поскольку старый Карабай всё-таки опустел и на трехверстовой карте Шуберта 1865 года его уже нет). 4 июня 1871 года были высочайше утверждены Правила об устройстве поселян-собственников (бывших колонистов)…, согласно которым образовывалась немецкая Цюрихтальская волость и Карабай вошёл в её состав, но, возможно, деревня опустела вовсе, поскольку на трёхверстовой карте, с корректурой 1876 года, деревня также не обозначена.
Встречается селение в «…Памятной книжке Таврической губернии на 1892 год» в списке экономий и разорённых деревень Цюрихтальской волости, жители коих живут в разных местах, где записан Карабай. В «…Памятной книжке Таврической губернии на 1902 год» значатся находящиеся в частном владении немецкие хутора Карабай I с населением 17 человек в 3 домохозяйствах, Карабай II — 5 человек в 1 дворе и экономия Карабай с 24 жителями в 1 хозяйстве. По Статистическому справочнику Таврической губернии. Ч.II-я. Статистический очерк, выпуск пятый Феодосийский уезд, 1915 год, на хуторе Карабай II-й (Рапп Э. Т.) Цюрихтальской волости Феодосийского уезда числился 1 двор с немецким населением в количестве 8 человек приписных жителей, из которых 4 мужчины и 4 женщины. При хуторе числилось 400 десятинами удобной земли. В хозяйствах имелось 18 лошадей, 40 волов, 8 коров и 200 голов овец, свиней, или коз. Согласно списку 1915 года «…русских подданных из австрийских, венгерских или германских выходцев» землевладельцев, опубликованном в газете «Таврические губернские ведомости» в апреле 1915 года, при деревне Карабай значится крымский немец Рапп Эмануил Тобиасович, имевший 400 десятин земли.
После установления в Крыму Советской власти, по постановлению Крымревкома № 206 «Об изменении административных границ» от 8 января 1921 года была упразднена волостная система и село вошло в состав Ичкинского района Феодосийского уезда, а в 1922 году уезды получили название округов. 11 октября 1923 года, согласно постановлению ВЦИК, в административное деление Крымской АССР были внесены изменения, в результате которых округа были отменены, Ичкинский район упразднили, включив в состав Феодосийского в состав которого включили и село. Согласно Списку населённых пунктов Крымской АССР по Всесоюзной переписи 17 декабря 1926 года, в селе Карабай, Эссен-Экинского сельсовета Феодосийского района, числилось 15 дворов, все крестьянские, население составляло 63 человека, из них 57 болгар и 6 русских. Время присвоения селу приставки Киллиус пока не установлено, но на километровой карте Генштаба Красной армии 1941 года оно уже значится. Постановлением ВЦИК «О реорганизации сети районов Крымской АССР» от 30 октября 1930 года Феодосийский район был упразднён и был создан Сейтлерский район (по другим сведениям 15 сентября 1931 года), в который включили село, а с образованием в 1935 году Ичкинского — в состав нового района.
В 1944 году, после освобождения Крыма от фашистов, согласно Постановлению ГКО № 5984сс от 2 июня 1944 года, 27 июня крымские болгары были депортированы в Среднюю Азию. 12 августа 1944 года было принято постановление № ГОКО-6372с «О переселении колхозников в районы Крыма» и в сентябре 1944 года в район приехали первые новоселы (180 семей) из Тамбовской области, а в начале 1950-х годов последовала вторая волна переселенцев из различных областей Украины. С 25 июня 1946 года Карабай-Килиус в составе Крымской области РСФСР. Указом Президиума Верховного Совета РСФСР от 18 мая 1948 года, Карабай-Килиус переименовали в Дятловку. 26 апреля 1954 года Крымская область была передана из состава РСФСР в состав УССР. Время включения в Ильичёвский сельсовет пока не установлено: на 15 июня 1960 года село уже числилось в его составе. Указом Президиума Верховного Совета УССР «Об укрупнении сельских районов Крымской области», от 30 декабря 1962 года Советский район был упразднён и село присоединили к Нижнегорскому. 8 декабря 1966 года Советский район был восстановлен и село вновь включили в его состав. По данным переписи 1989 года в селе проживал 21 человек. С 12 февраля 1991 года село в восстановленной Крымской АССР, 26 февраля 1992 года переименованной в Автономную Республику Крым. С 21 марта 2014 года в составе Крыма аннексирована Россией.